# Savanes, Togo
Savanes är en av de fem regionerna i Togo. Regionen är den nordligaste i Togo och gränsar i norr till Burkina Faso, i öster till Benin, i söder till regionen Kara och i väster till Ghana. Huvudort i regionen är Dapaong. Savanes hade fram till 2016 fem prefekturer då Oti-Sud och Kpendjal-Ouest tillkom.
Regionen Savanes är indelad i sju prefekturer:
| Prefektur      | Invånare (2022) | Huvudort   |
| -------------- | --------------- | ---------- |
| Tône           | 388 775         | Dapaong    |
| Cinkassé       | 128 959         | Cinkassé   |
| Kpendjal-Ouest | 123 330         | Naki-Est   |
| Kpendjal       | 88 365          | Mandouri   |
| Oti-Sud        | 150 376         | Gando      |
| Oti            | 124 848         | Mango      |
| Tandjouaré     | 138 867         | Tandjouaré |
| Total          | 1 143 520       |            |